# Timo Sarpaneva

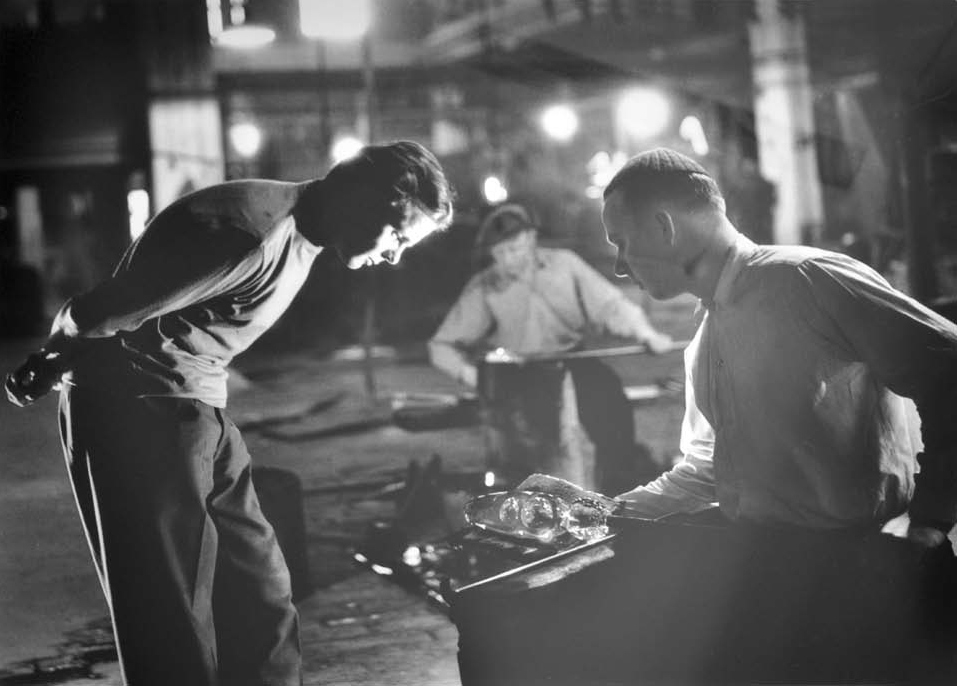
Timo Sarpaneva (links)

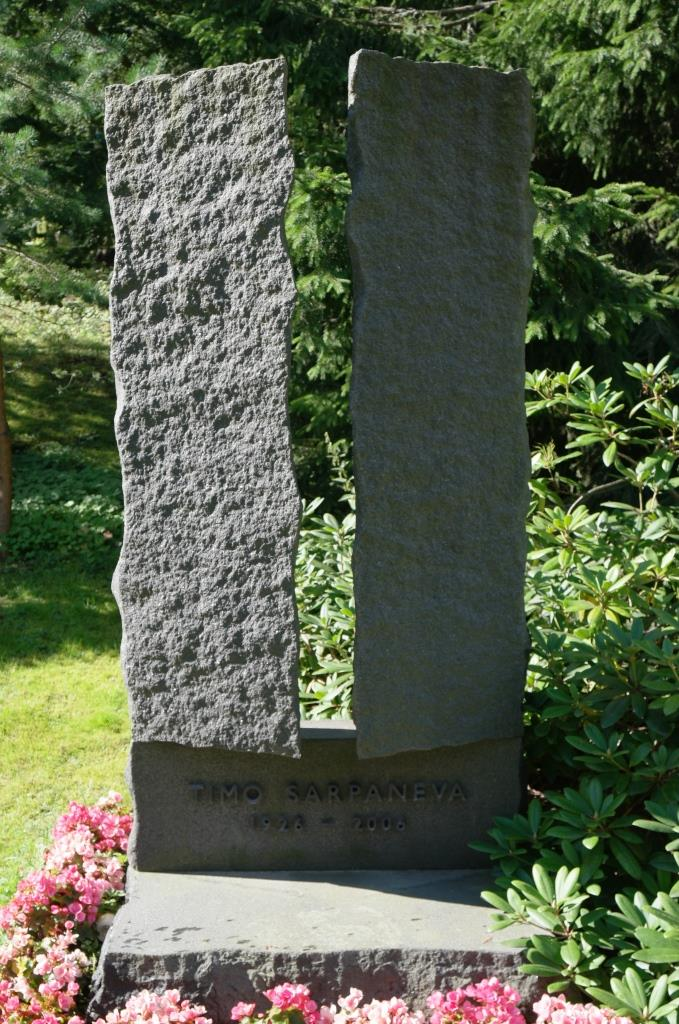
Grab von Timo Sarpaneva auf dem Friedhof Hietaniemi in Helsinki

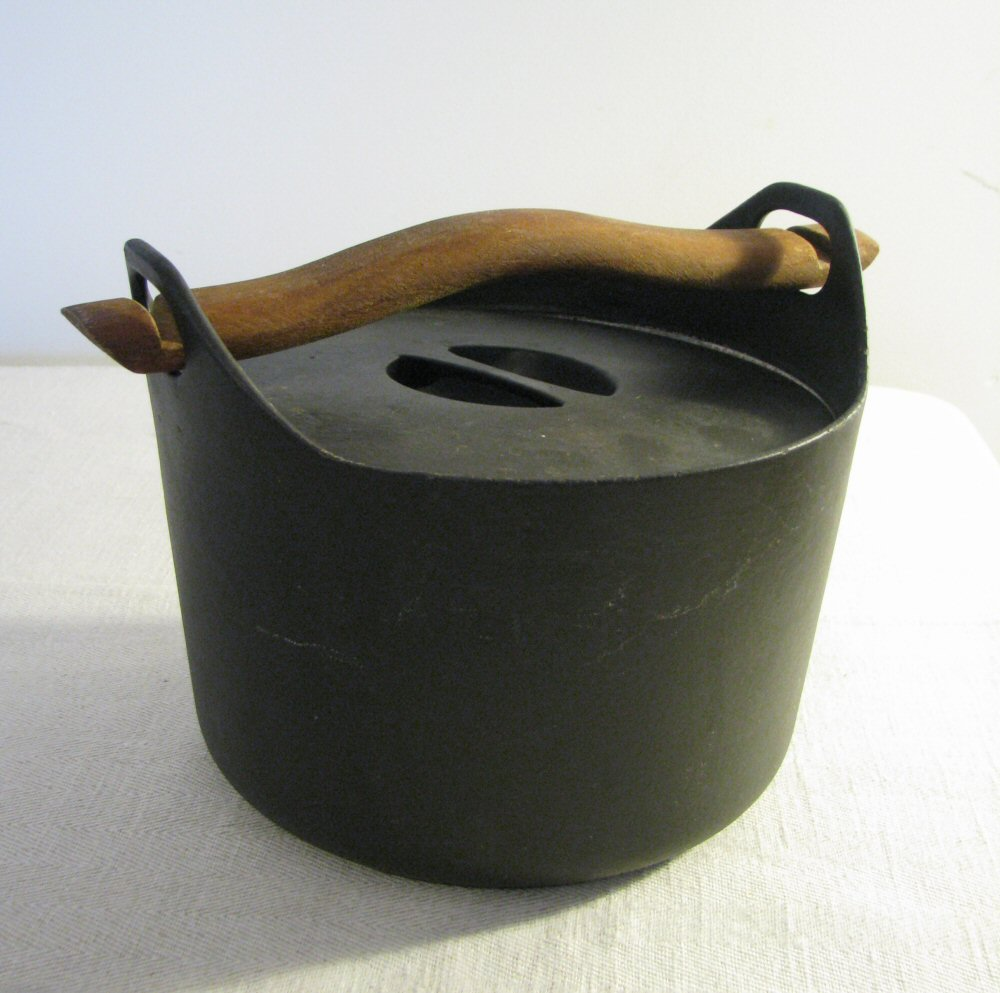
Topf, 1960

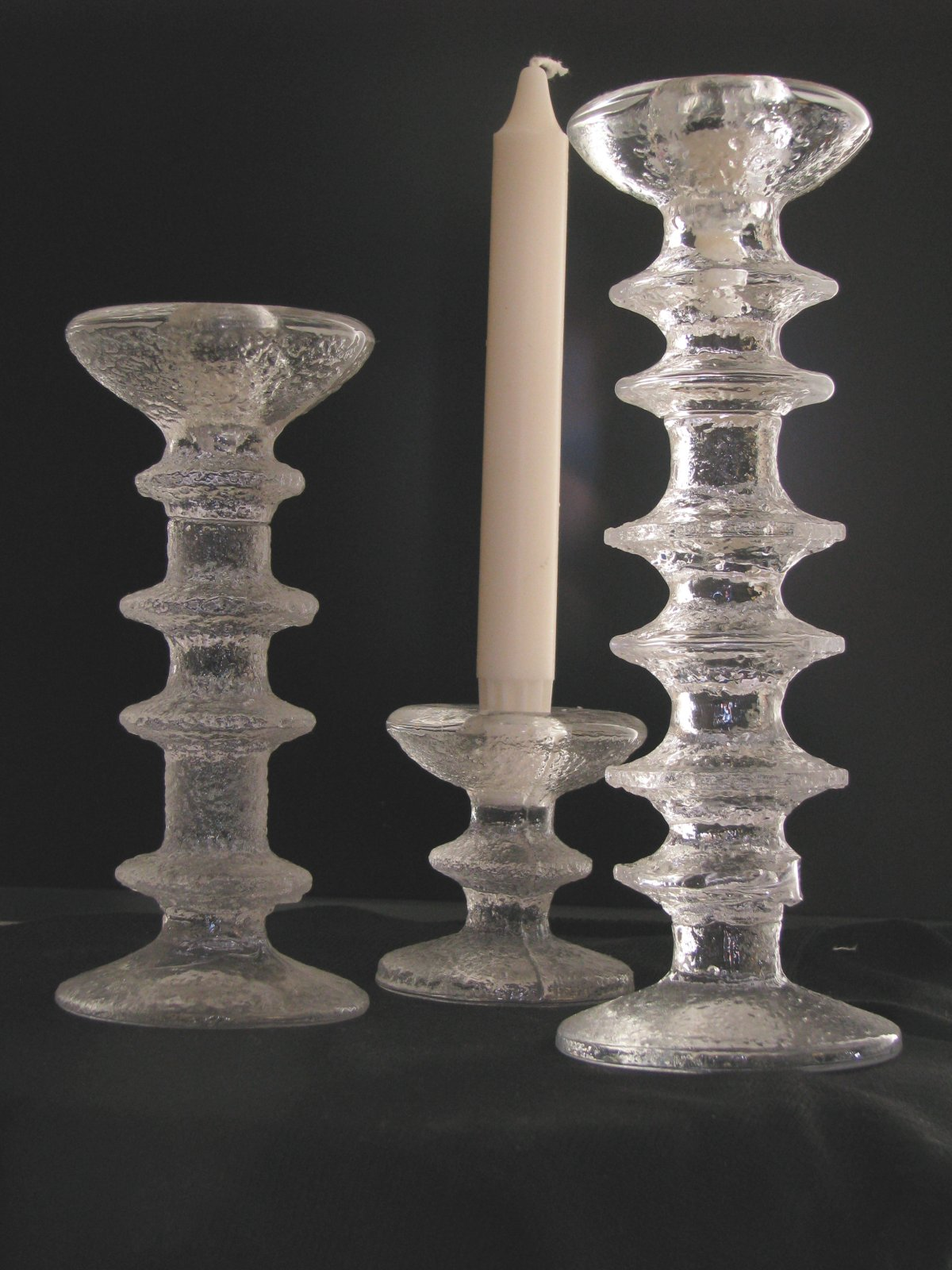
Kerzenständer

Timo Sarpaneva (* 31. Oktober 1926 in Helsinki; † 2. Oktober 2006 ebenda) war ein finnischer Designer.

## Leben
Nach seiner Ausbildung zum Designer begann er ab 1950 für die Glashütte Iittala zu arbeiten, für die er auch Glasskulpturen schuf, die große Beachtung fanden. Bei seinen Designarbeiten nutzte er oft neu aufkommende Technologien. So arbeitete er Anfang der 1950er Jahre mit der Dampfblastechnik. In der Mitte der 1950er Jahre entstand für Iittala die i-Linie, die sich sowohl gestalterisch als auch preislich zwischen Gebrauchs- und Kunstglas ansiedelte. Ab der Mitte der 1960er Jahre entstand seine Finlandia-Serie aus in angekohlte Holzformen geblasene Vasen. 1964 erarbeitete er die speziell gefärbten Ambiente-Baumwollstoffe. 1978 entstand die Glasserie Arkipelago und 1984 die Clariats-Kunstglasobjekte.
Sarpaneva arbeitete mit unterschiedlichsten Materialien. Neben Glas und Keramik kamen auch Textilien, Silber, Stahl, Gusseisen und rostfreier Stahl zum Einsatz. Er entwarf Bühnenbilder aber auch Lampen und schuf Graphiken. Darüber hinaus baute er Ausstellungen. Bekannt wurde die von ihm geschaffenen finnischen Abteilungen der Ausstellung H-55 in Helsingborg sowie der Weltausstellung 1967 in Montreal.
Er wurde auf dem Friedhof Hietaniemi in Helsinki beigesetzt.

## Werke (Auswahl)
- Lansetti II, 1952
- Kajakki, Glasskulptur, 1953
- Orkidea , 1954, Orkidea wurde einst als das schönste Objekt auf unserer Erde beschrieben.
- Maailmankaunein, Glasskulptur, 1954
- Tumbler i, 1956
- Tsaikka, 1957
- stapelbare Flasche, 1959
- Sarpaneva, 1960
- Festivo, 1966
- Arkipelago, 1979
- Claritas, 1984
- Marcel-Vase, 1993